# Чорний тюльпан (фільм)
«Чорний тюльпан» (фр. La tulipe noire) — франко-італо-іспанський історико-пригодницький фільм 1964 року режисера Крістіан-Жака з Аленом Делоном у головній ролі.

## Сюжет
Переддень Великої французької революції — 1789 рік. У тихому провінційному французькому містечку на знатних мерзотників наводить жах таємничий розбійник в масці, чиїм фірмовим знаком став чорний тюльпан. В легендах, що ходять серед простолюдинів це невловимий месник — меткий, безстрашний, благородний і розумний таємничий і легендарний борець з монархією Чорний тюльпан. Насправді під маскою месника ховається вельможний злодій, що краде у багатих в ім'я бідних і привласнює награбоване — місцевий гульвіса, неперевершений наїзник і геній фехтування граф Гійом де Сен-Пре (Ален Делон), який вільний час проводить в компанії мера містечка маркіза де Вігоня (Акім Таміроф) і відверто залицяється до симпатичної молодої дружини маркіза (Дон Аддамс).
Одного разу під час нічної вилазки Гійому залишає мітку на обличчі префект поліції барон Ля Муш (Адольфо Марсілья). Таємниця Чорного тюльпана ось-ось буде розкрита. Щоб врятуватися, Гійом змушений шукати допомоги свого молодшого брата Жюльєна, схожого на нього як дві краплі води (грає теж Ален Делон). Жульєн — повна протилежність Гійома — скромний, вихований і романтично налаштований молодий чоловік, шанувальник Руссо, який вірить в ідеали свободи і боготворить невідомого захисника народу Чорного тюльпана. Аби спасти брата Жульєн погоджується на час стати Гійомом. Тим часом стає відомо, що через містечко має прийти військо, яке прямує з Марселя в Париж для приборкання бунтівників. Як справжній прибічник революції, Жульєн поспішає до Гійома, аби той як Чорний тюльпан очолив супротив у провінції. Але дізнається, що Чорний тюльпан — лише грабіжник, що прикривається волею народу. Тоді Жульєн вирішує взяти роль Чорного тюльпана на себе…
Але не все так добре виходить у нового Тюльпана і його друзів революціонерів. Врешті він звичайна людина, неважно їздить верхи і не надто сильний у фехтуванні. Ля Мушу вдається вислідити підпільників і захопити «Чорного тюльпана». Йому загрожує шибениця. Дізнавшись про арешт брата, Гійом рятує його з тюрми, але надто важкою ціною: охорона помічає втечу, і брати міняються місцями. Настає день страти. Гійом де Сен-Пре піднімається на ешафот, і всі аристократи згорають від нетерпіння, коли ж нарешті з Чорним тюльпаном буде покінчено. Дива не відбувається, і в будинку маркіза де Вігоня влаштовано свято в зв'язку з цією чудовою подією. Однак Ля Муш не знає, що Чорних тюльпанів не один, а два. До того ж в провінцію приходять звістки про взяття Бастилії. Народ виходить на вулиці, і аристократи в паніці залишають місто. Перемагає свобода, рівність, братство … і, звісно, любов.

## У ролях
- Ален Делон — Гійом / Жульєн де Сен-Пре
- Вірна Лізі — Кароліна Плантен
- Франсіс Бланш — Плантен
- Дон Аддамс — маркіза Катрін де Вігонь
- Акім Таміроф — маркіз де Вігонь
- Адольфо Марсійяк, Робер Мануель та ін.

## Фільм в радянському прокаті
В СРСР фільм був дубльований на кіностудії «Союзмультфільм». Ролі дублювали Василь Лановий, Тамара Сьоміна, Євген Весник, Всеволод Ларіонов та інші зірки радянського кіно.